# Формула Ридберга

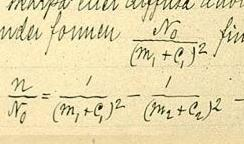
Формула Ридберга в том виде, в котором она была представлена в ноябре 1888 года

Фо́рмула Ри́дберга — эмпирическая формула, описывающая длины волн в спектрах излучения атомов химических элементов. Предложена шведским учёным Йоханнесом Ридбергом и представлена 5 ноября 1888 года.
Формула Ридберга для водородоподобных атомов выглядит следующим образом:
{\displaystyle {\frac {1}{\lambda }}=RZ^{2}\left({\frac {1}{n_{1}^{2}}}-{\frac {1}{n_{2}^{2}}}\right),}
где {\displaystyle \lambda } — длина волны света в вакууме;
{\displaystyle R} — постоянная Ридберга в общем случае различна для разных химических элементов;
{\displaystyle Z} — атомный номер, или число протонов в ядре атома данного элемента;
{\displaystyle n_{1}} и {\displaystyle n_{2}} — целые числа, такие что {\displaystyle n_{1}<n_{2}}.

## История
В 1880-х годах, Ридберг работал над формулой, описывающей взаимосвязь между длинами волн в спектрах щелочных металлов. Он заметил, что линии образуют серии, и обнаружил, что может уменьшить трудоёмкость расчётов, введя спектроскопическое волновое число (величина, равная {\displaystyle {\frac {1}{\lambda }},} обратная длине волны, обозначается как {\displaystyle {\tilde {\nu }}}) в качестве единицы измерения. Он записал волновые числа ({\displaystyle n}) следующих друг за другом линий в каждой серии напротив расположенных параллельно в соответствующем порядке целых чисел, представляющих собой порядок линии в данной конкретной серии. Обнаружив, что получившиеся кривые имели похожие формы, он нашёл единую функцию, описывающую все эти кривые, при подстановке в неё соответствующих констант.
Сначала он проверил формулу {\displaystyle n=n_{0}-{\frac {C_{0}}{m+m'}},} где {\displaystyle n} — волновое число спектральной линии, {\displaystyle n_{0}} — граница серии, {\displaystyle m} — порядковый номер линии в серии (константа, различная для разных серий) и {\displaystyle C_{0}} — универсальная константа. Эта формула не давала достаточно точных результатов.
Затем Ридберг проверил формулу {\displaystyle n=n_{0}-{\frac {C_{0}}{(m+m')^{2}}},} когда ему стала известна формула Бальмера для спектра атома водорода {\displaystyle \lambda ={hm^{2} \over m^{2}-4}.} В этой формуле, {\displaystyle m\in \mathbb {Z^{+}} ,h=const.}
Ридберг переписал формулу Бальмера, используя обозначения волновых чисел, в следующем виде:
{\displaystyle n=n_{0}-{4n_{0} \over m^{2}}.}
Это преобразование подсказало, что формула Бальмера для водорода может являться частным случаем при {\displaystyle m'=0} и {\displaystyle C_{0}=4n_{0},} где {\displaystyle n_{0}={\frac {1}{h}}} — обратно константе Бальмера.
Величина {\displaystyle C_{0},} как было установлено позже, была универсальной константой, общей для всех элементов, равной {\displaystyle 4/h.} Эту константу сейчас называют постоянной Ридберга, и величину {\displaystyle m} называют квантовый дефект.
Как подчеркнул Нильс Бор, выражение результатов через волновые числа, а не через длины волн, было ключом к открытию Ридберга. Фундаментальная роль волновых чисел была особо подчёркнута открытием комбинационного принципа Ридберга — Ритца в 1908 году. Фундаментальная причина важности волновых чисел лежит в области квантовой механики, так как энергия фотонов с разной длиной волны прямо пропорциональна волновым числам.
Волновые числа световых волн пропорциональны частоте {\displaystyle {\frac {1}{\lambda }}={\frac {f}{c}},} и поэтому также пропорциональны энергии квантов света {\displaystyle E.} То есть, {\displaystyle {\frac {1}{\lambda }}={\frac {E}{hc}}.} Современное понимание состоит в том, что графики Ридберга были упрощёнными (обладали невысокой степенью адекватности реальным зависимостям), так как отражали лишь простые свойства в поведении спектральных линий в условиях строго определённых (квантованных) разностей энергий между электронными орбиталями в атоме.
Классическое выражение Ридберга (в работе 1888 года) для длин волн спектральных серий не имело физическое объяснение. Пред-квантовое объяснение Ритца (1908 год) механизма «образования» спектральных серий состояло в том, что электроны в атоме ведут себя как постоянные магниты, и что эти магниты могут колебаться относительно атомного ядра (по крайней мере в течение некоторого времени), порождая электромагнитное излучение. Это явление впервые было понято Нильсом Бором в 1913 году так, как оно включено в описание Боровская модель атома.
В боровской модели атома целые числа Ридберга (и Бальмера) {\displaystyle n} соответствуют электронным орбиталям на различных определённых расстояниях от ядра атома. Частота (или энергия), получается при переходе с уровня {\displaystyle n_{1}} на уровень {\displaystyle n_{2},} поэтому представляет собой энергию фотона, излучённого или поглощённого, когда электрон «перепрыгивает» с орбитали (уровня) 1 на орбиталь 2.

## Формула Ридберга для атома водорода

Схема энергетических уровней атома водорода и спектральные серии

{\displaystyle {\frac {1}{\lambda }}=R_{\infty }\left({\frac {1}{n^{2}}}-{\frac {1}{m^{2}}}\right),}
где {\displaystyle \lambda } — длина волны электромагнитного излучения в вакууме;
{\displaystyle R_{\infty }} — постоянная Ридберга;
{\displaystyle n} и {\displaystyle m} — целые числа, причём {\displaystyle n<m.}
Принимая {\displaystyle n} равным 1, и полагая, что {\displaystyle m} может принимать целые значения от 2 до бесконечности, получаем спектральные линии, известные как серия Лаймана, коротковолновая граница длин волн которых стремится к 91 нм. При подстановке в формулу {\displaystyle n} равным 2, 3, и т. д. аналогично получаются и другие спектральные серии:
| n | m     | Название серии | Коротковолновая граница серии             |
| - | ----- | -------------- | ----------------------------------------- |
| 1 | 2 → ∞ | Серия Лаймана  | 91,13 нм (Ультрафиолетовая часть спектра) |
| 2 | 3 → ∞ | Серия Бальмера | 364,51 нм (Видимая часть спектра)         |
| 3 | 4 → ∞ | Серия Пашена   | 820,14 нм (Инфракрасная часть спектра)    |
| 4 | 5 → ∞ | Серия Брэккета | 1458,03 нм (Инфракрасная часть спектра)   |
| 5 | 6 → ∞ | Серия Пфунда   | 2278,17 нм (Инфракрасная часть спектра)   |
| 6 | 7 → ∞ | Серия Хэмпфри  | 3280,56 нм (Инфракрасная часть спектра)   |

## Формула Ридберга для любых водородоподобных атомов
Формула для атома водорода, приведённая выше, может быть дополнена для применения к любым водородоподобным атомам:
{\displaystyle {\frac {1}{\lambda _{\mathrm {vac} }}}=RZ^{2}\left({\frac {1}{n_{1}^{2}}}-{\frac {1}{n_{2}^{2}}}\right),}
где {\displaystyle \lambda _{\mathrm {vac} }} — длина волны излучения в вакууме;
{\displaystyle R} — постоянная Ридберга для данного химического элемента;
{\displaystyle Z} — порядковый номер элемента в периодической таблице, то есть, количество протонов в атомных ядрах данного элемента;
{\displaystyle n_{1}} и {\displaystyle n_{2}} — целые числа, причём {\displaystyle n_{1}<n_{2}.}
Важно заметить, что эта формула применима только для водородоподобных атомов, то есть для таких атомов, которые содержат в электронной оболочке только один электрон. Такими атомами являются, например, {\displaystyle {\ce {He^+, Li^{2+}, Be^{3+}}}} и любые другие многократно ионизированные атомы с одним электроном в электронной оболочке.
Формула Ридберга позволяет получать правильные значения длин волн для атомов, находящихся в высоких степенях возбуждения, когда эффективный заряд ядра можно считать таким же как и у водорода, когда все, кроме одного, заряды в ядре экранированы другими электронами, и центр атома имеет эффективный положительный заряд, равный +1.
Для других спектральных переходов в многоэлектронных атомах, формула Ридберга даёт некорректные результаты, поскольку величина экранирования внутренних электронов для переходов внешних электронов варьируется, и нет возможности сделать в формуле подобную простую «компенсирующую» «ослабление действия заряда ядра» поправку, как приведено выше.

## Формула Ридберга для характеристического рентгеновского излучения
При определённом изменении (замене {\displaystyle Z} на {\displaystyle (Z-1),} и использовании целых чисел {\displaystyle n\in \{1,2\},} дающих численное значение {\displaystyle {\frac {3}{4}}} для разности их обратных квадратов (в формуле выше)), формула Ридберга даёт корректные результаты в специальном случае K-альфа линий, подобные переходы являются K-альфа переходом электрона с орбитали {\displaystyle 1s} на орбиталь {\displaystyle 2p,} называемом характеристическим рентгеновским излучением. Это аналогично переходу, соответствующего линии Лаймана-альфа, для водорода, и имеет тот же самый частотный множитель. Поскольку 2p-электрон не экранирован от ядра в атоме никакими другими электронами, то заряд ядра ослаблен единственным остающимся 1s-электроном, делая атом фактически водородоподобным атомом, но со сниженным зарядом ядра {\displaystyle (Z-1).} Частота излучения для этого перехода, таким образом, является частотой линии Лайман-альфа атома водорода, возрастая, благодаря величине {\displaystyle (Z-1)^{2}.} Эта формула {\displaystyle f={\frac {c}{\lambda }}=\lambda [\mathrm {La} _{\alpha }](Z-1)^{2}} исторически известна как закон Мозли (добавляя скорость света {\displaystyle c} в формулу для замены длины волны на частоту), и может быть использована для вычисления длин волн {\displaystyle K_{\alpha }} (K-альфа) рентгеновских спектральных линий в рентгеновских спектрах излучения химических элементов от алюминия до золота. Об исторической важности этого закона можно узнать, ознакомившись с биографией Генри Мозли. Этот закон был эмпирически установлен примерно в то же время, когда была создана боровская модель атома.